# КК Капфенберг булс
КК Капфенберг булс (енгл. BC Kapfenberg Bulls) је аустријски кошаркашки клуб из Капфенберга. Тренутно се такмичи у Бундеслиги Аустрије.

## Историја
Клуб је основан 1976. године, али је до првог трофеја стигао тек четврт века касније. У периоду од 2001. до 2004. везао је четири титуле првака Бундеслиге Аустрије, а пету је освојио 2017. године. Победник Купа Аустрије био је у пет наврата. У националном суперкупу тријумфовао је шест пута.
У сезонама 2003/04. и 2004/05. учествовао је у УЛЕБ купу, али ниједном није успео да прође прву групну фазу. У сезони 2015/16. наступао је у ФИБА Купу Европе, али је и ту елиминисан у првој групној фази. У сезони 2016/17. такмичио се у регионалном Алпе Адрија купу и стигао је до четвртфинала.

## Успеси

### Национални
- Првенство Аустрије:
  - Првак (7): 2001, 2002, 2003, 2004, 2017, 2018, 2019.
  - Вицепрвак (3): 1999, 2000, 2014.

- Куп Аустрије:
  - Победник (5): 2007, 2014, 2017, 2018, 2019.
  - Финалиста (4): 2000, 2001, 2005, 2010.

- Суперкуп Аустрије:
  - Победник (6): 2002, 2003, 2014, 2017, 2018, 2019.
  - Финалиста (2): 2004, 2007.

## Познатији играчи
- Саша Загорац
- Немања Крстић